# Antoniophon
Ein Antoniophon ist ein Blechblasinstrument aus der Hornfamilie mit drei oder vier Ventilen in der Mitte der schneckenförmigen Windungen und mit einem abnehmbaren Schallbecher.
Es wurde erstmals von Antoine Denis Courtois († 1880) 1867 in Paris produziert, ist mit dem Euphonium verwandt und stellt eine Weiterentwicklung des seit 1856 produzierten Courtois Koenig horn dar. Andere Firmen, darunter Boosey & Co., London, stellten ebenfalls Antoniophone her. Der Tonumfang reichte von einem Es-Sopraninstrument (dem Kornett entsprechend) bis zu einem Es-Bassinsstrument (der Tuba entsprechend), letzteres mit dem Handelsnamen Orpheon.
Das Antoniophon ist vor allem in den USA bis in die 1890er Jahre belegt, beispielsweise  im Orchester von John Philip Sousa. Ein Satz von fünf, 1887 hergestellten Instrumenten wurden in der Band von Patrick Gilmore verwendet, weitere fünf Antoniophone, die von Boosey 1888–89 produziert wurden, spielte ein Quintett in Australien.